# Alagie Sosseh
Alagie Sosseh (sinh ngày 21 tháng 7 năm 1986) là một cầu thủ bóng đá người Gambia thi đấu cho Assyriska FF.

## Sự nghiệp
Sosseh từng thi đấu cho Hammarby IF và Landskrona BoIS. Vào tháng 12 năm 2015, Sosseh chuyển đến Siah Jamegan của Persian Gulf Pro League.

## Sự nghiệp quốc tế
Tính đến ngày 31 tháng 3 năm 2011, anh có 7 trận thi đấu quốc tế cho đội tuyển quốc gia Gambia.